# イワワラビー属
イワワラビー属（イワワラビーぞく、Petrogale）は、哺乳綱双前歯目カンガルー科に分類される属。
この属の特徴の一つに足の裏にも毛が生えていることが挙げられ、険しい岩山でも滑らない。

## 分類
1992年にオグロイワワラビーの亜種から独立種ハーバードイワワラビーP. herbertiを分割する説が提唱され、クーエンイワワラビーP. coenensis（ミミナガイワワラビーP. godmaniのケープヨーク個体群とされていた）とマリーバイワワラビーP. mareeba（ニセイワワラビーP. assimilisのMareeba個体群とされていた）・シャーマンイワワラビーP. sharmani（ニセイワワラビーのClaro山個体群とされていた）が新種記載された。1997年にワキスジイワワラビーP. lateralisの亜種から、独立種P. purpureicollisを分割する説が提唱された。
以下の分類・英名はMSW3(Groves,2005)に、和名は川田ら(2018)に従う。
- Petrogale assimilis ニセイワワラビー Allied rock-wallaby
- Petrogale brachyotis コミミイワワラビー Short-eared rock-wallaby
- Petrogale burbidgei バービッジイワワラビー Monjon
- Petrogale coenensis クーエンイワワラビー Cape York rock-wallaby
- Petrogale concinna ヒメイワワラビー Nabarlek
- Petrogale godmani ミミナガイワワラビー Godman's rock-wallaby
- Petrogale herberti ハーバードイワワラビー Herbert's rock-wallaby
- Petrogale inornata ジミイワワラビー Unadorned rock-wallaby
- Petrogale lateralis ワキスジイワワラビー Black-flanked rock-wallaby
- Petrogale mareeba マリーバイワワラビー Mareeba rock-wallaby
- Petrogale penicillata オグロイワワラビー Brush-tailed rock-wallaby[5]
- Petrogale persephone プロサーパインイワワラビー Proserpine rock-wallaby[5]
- Petrogale purpureicollis パープルイワワラビー Purple-necked rock-wallaby
- Petrogale rothschildi アカイワワラビー Rothschild's rock-wallaby
- Petrogale sharmani シャーマンイワワラビー Mt. Claro rock-wallaby
- Petrogale xanthopus シマオイワワラビー Yellow-footed rock-wallaby